# Rockland Records
Rockland Records var ett skivbolag grundat av R. Kelly, med distribution från Interscope Records. Rocklands artistmedlemmar var bland andra Sparkle, rapduon Boo & Gotti, Talang och Vegas Cats (de två sista släppte aldrig något album).

## Historia
Rockland Records startades av R. Kelly 1998. De släppte bland annat soundtracket till filmen Life (1999) med Martin Lawrence och Eddie Murphy, och Sparkle var den första artisten att släppa ett album på Rockland. Trots alla konflikter mellan Sparkle och skivbolaget blev hennes debutalbum väl mottaget och sålde platina. Albumets mest populära låt var duetten med R. Kelly, "Be Careful".
De många konflikterna mellan Sparkle och Rockland ledde till att hon blev sparkad varefter hon anslöt sig till Motown. När hon lämnade hävdade Sparkle att hennes systerdotter hade medverkat i en sexfilm med R. Kelly, men R. Kelly förnekar att det är han på filmen. Boo & Gotti och Vegas Cats gästade R. Kellys album R. och TP-2.com samt en freestyle från Boo & Gotti i succéfilmen The Fast and the Furious. Sparkle, Talang och Vegas Cats medverkade på Life-soundtracket. Boo & Gotti övergick senare till Cash Money Records.